# Gaius Julius Hyginus

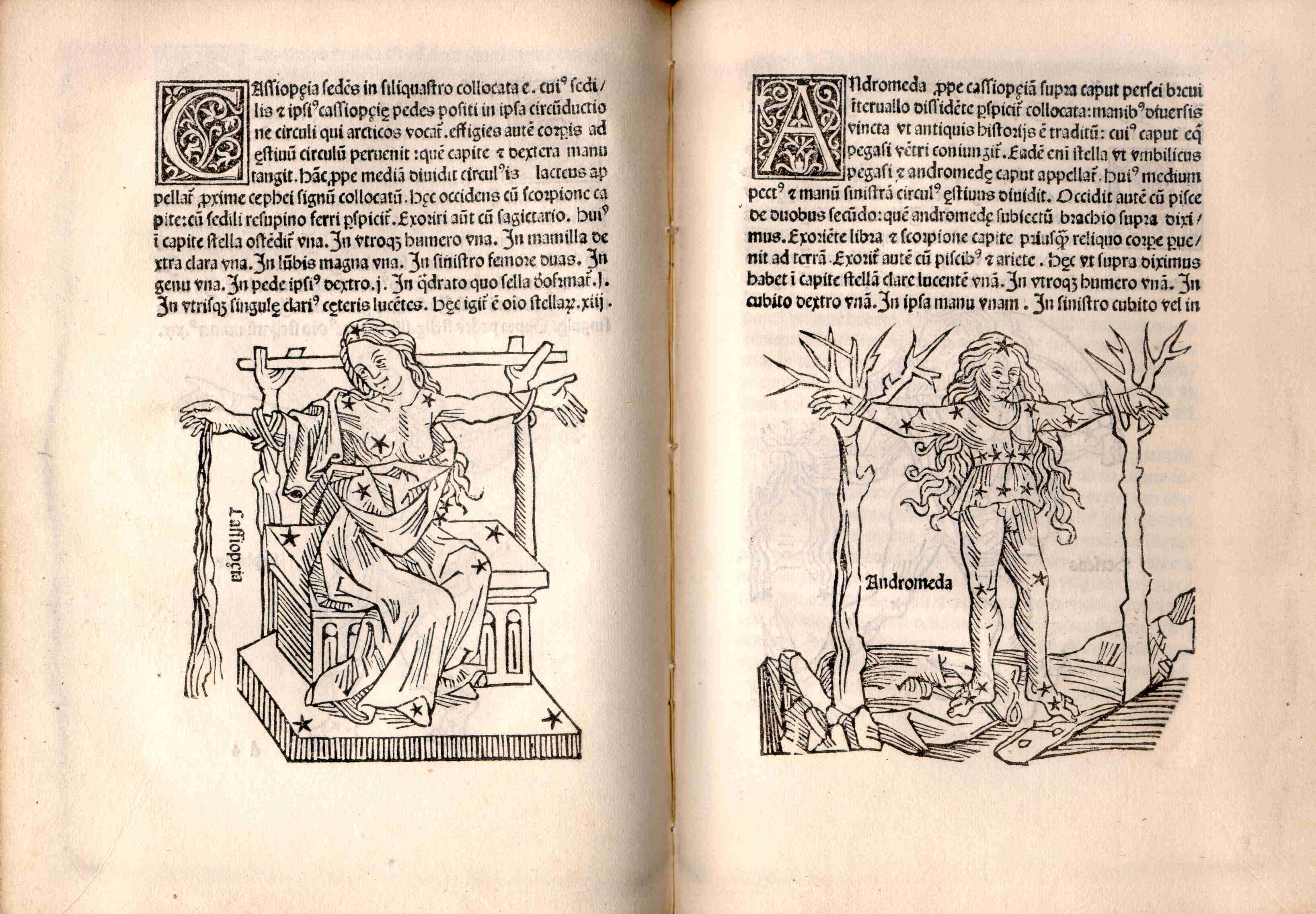
Afbeelding van Hyginus' Poeticon Astronomicon.

Gaius Julius Hyginus (1e eeuw v.Chr.) was een Romeins geleerde en auteur.

## Biografische gegevens
Hyginus was een vrijgelatene van keizer Augustus. Hij was een leerling van Alexander Polyhistor, raakte bevriend met Ovidius en werd in 28 v.Chr. aangesteld tot hoofdbibliothecaris van de pas gestichte Palatijnse Bibliotheek.

## Literaire en wetenschappelijke betekenis
Hyginus is de auteur van allerlei wetenschappelijke traktaten: over de steden van Italië, over de eigenschappen van de goden, over de penaten, de landbouw en de bijenteelt. Hij schreef ook een commentaar op Vergilius. Ten onrechte werd hij vroeger ook beschouwd als de auteur van de mythologische en astronomische geschriften van een naamgenoot.